# Porozumienie Obywatelskie Centrum

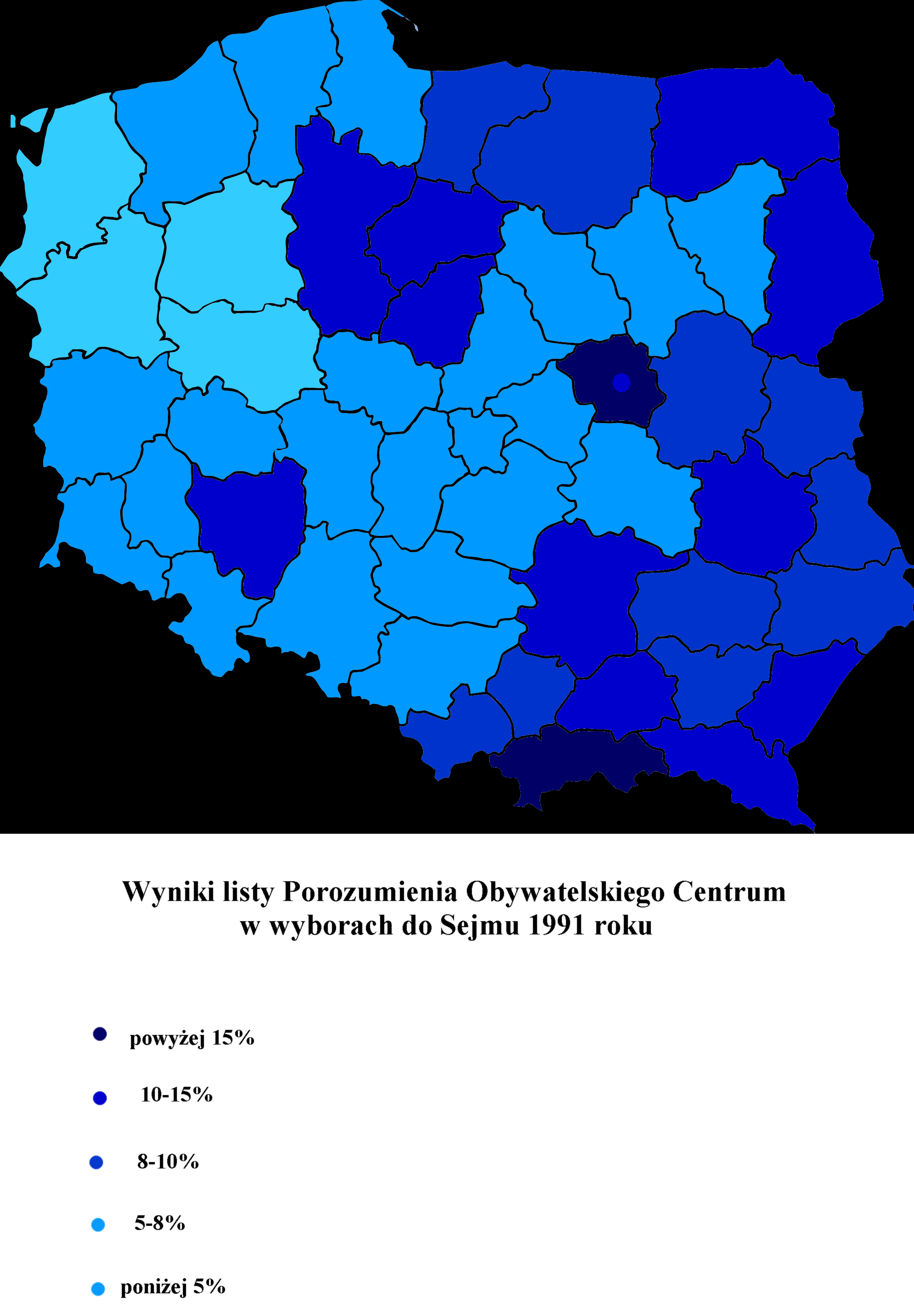
Wyniki listy Porozumienia Obywatelskiego Centrum w wyborach do Sejmu w 1991 roku

Porozumienie Obywatelskie Centrum – komitet wyborczy startujący w wyborach do parlamentu w 1991 (lista nr 12).
Porozumienie Obywatelskie Centrum było koalicją wyborczą, do której weszły: Porozumienie Centrum, Komitety Obywatelskie i Polskie Forum Ludowo-Chrześcijańskie „Ojcowizna”. W 8 okręgach listy Porozumienia zblokowane były z listami NSZZ „Solidarność” (ordynacja wyborcza stwarzała taką możliwość), a w jednym z listami NSZZ „Solidarność” i Wyborczej Akcji Katolickiej.
Liderzy listy ogólnopolskiej: 
- Jarosław Kaczyński, Warszawa, (Porozumienie Centrum),
- Jan Olszewski, Warszawa, (Porozumienie Centrum),
- Roman Bartoszcze, Zielona Góra – Leszno, (Polskie Forum Ludowo-Chrześcijańskie „Ojcowizna”),
- Adam Glapiński, Warszawa, (Porozumienie Centrum),
- Marcin Przybyłowicz, Warszawa, (Porozumienie Centrum),
- Stanisław Hniedziewicz, Płock – Skierniewice, (Porozumienie Centrum),
- Lech Kaczyński, Nowy Sącz, niezrzeszony,
- Jacek Maziarski, Warszawa II, (Porozumienie Centrum),
- Andrzej Urbański, Warszawa, (Porozumienie Centrum),
- Marek Dziubek, Częstochowa, (Porozumienie Centrum),
- Sławomir Siwek, Zamość – Chełm, (Porozumienie Centrum),
- Antoni Tokarczuk, Bydgoszcz, (Porozumienie Centrum).

Komitet, który wylosował nr 12, zarejestrował listy wyborcze we wszystkich 37 okręgach, w 44 zdobył mandaty. Uzyskał 8,71% głosów.
Z list Porozumienia Obywatelskiego Centrum zostało wybranych do Sejmu I kadencji 44 posłów, w tym 37 w okręgach wyborczych i 7 z listy ogólnopolskiej. Wśród nich było: 
- 40 członków Porozumienia Centrum,
- 1 członek Polskiego Forum Ludowo-Chrześcijańskiego „Ojcowizna” (Roman Bartoszcze),
- 1 przedstawiciel Komitetów Obywatelskich (Wojciech Włodarczyk),
- 2 niezrzeszonych (Lech Kaczyński oraz Edward Rzepka).

Członkowie Porozumienia Centrum utworzyli Parlamentarny Klub Porozumienia Centrum (przewodniczący Marek Dziubek), do którego dołączył bezpartyjny Lech Kaczyński oraz Wojciech Włodarczyk, sekretarz Krajowego Komitetu Obywatelskiego. Klub ten liczył na początku kadencji 42 posłów.
Roman Bartoszcze z „Ojcowizny” i bezpartyjny Edward Rzepka pozostali niezrzeszeni.
Do Senatu wybrano 9 senatorów popieranych przez Porozumienie Obywatelskie Centrum.